# اقتصاد طبيعي

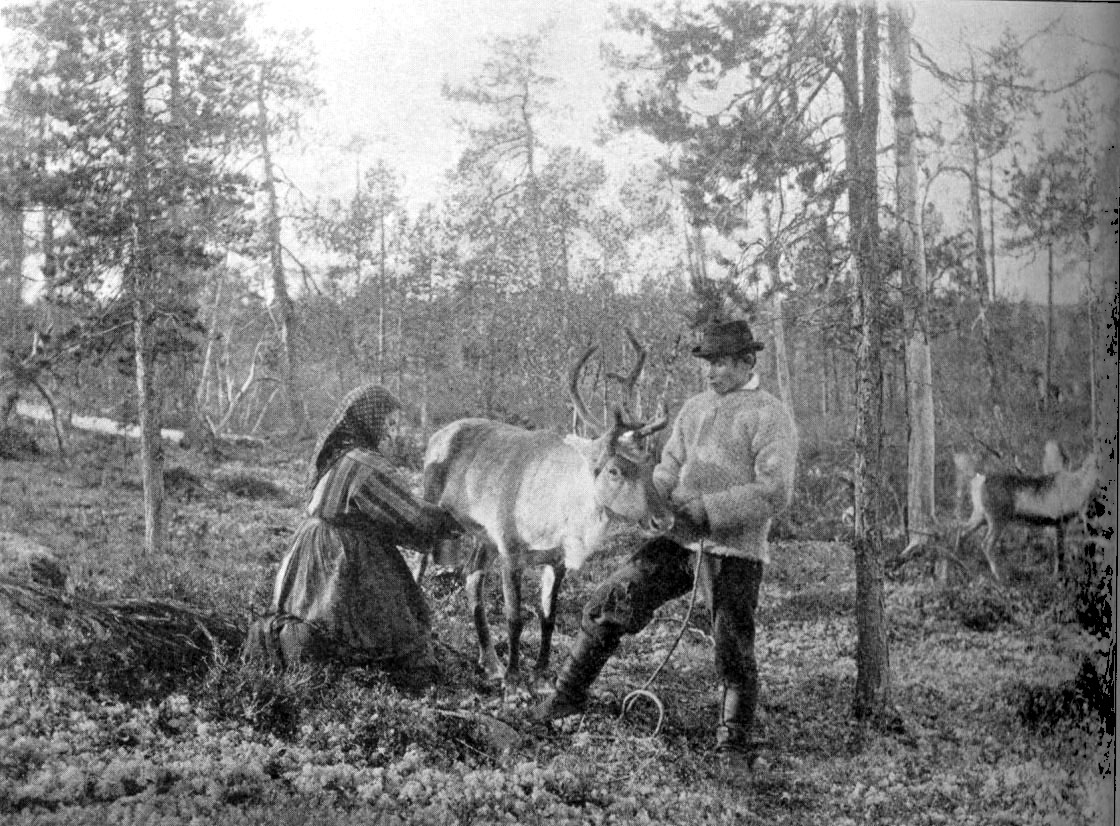

اقتصاد طبيعي (بالإنجليزية: Natural economy)‏: يشير إلى نوع من الأنظمة الاقتصادية والذي لا يتم فيه استعمال النقود لنقل الموارد بين الناس. بل يعتبر نظام يستعمل تبادل السلع والخدمات من خلال المقايضة المباشرة أو المتاجرة.
تم استعمال هذا المصطلح من قبل كارل ماركس في كتاباته الاقتصادية.